# Liste der Naturdenkmale in Ludwigsau
Die Liste der Naturdenkmale in Ludwigsau nennt die im Gebiet der Gemeinde Ludwigsau im Landkreis Hersfeld-Rotenburg in Hessen gelegenen Naturdenkmale.

## Naturdenkmale
| Bild            | Bezeichnung            | Ortsteil, Lage                                   | Beschreibung                   | Art        | Nr.     |
| --------------- | ---------------------- | ------------------------------------------------ | ------------------------------ | ---------- | ------- |
| BW              | Linde (Tilia)          | Ersrode 50° 58′ 31,9″ N, 9° 35′ 6,3″ O           | Eine Linde                     | Linde      | 3632550 |
| BW              | Linde (Tilia)          | Meckbach 50° 55′ 7,3″ N, 9° 47′ 34,1″ O          | Eine Linde                     | Linde      | 3632551 |
| BW              | Linde (Tilia)          | Niederthalhausen 50° 56′ 53,5″ N, 9° 38′ 34,3″ O | Eine Linde (Friedenslinde)     | Linde      | 3632552 |
| Fotos hochladen | Steinbruch am Gernkopf | Oberthalhausen 50° 56′ 14,4″ N, 9° 36′ 37,4″ O   | Steinbruch am Gernkopf         | Steinbruch | 3632553 |
| BW              | Erdfall                | Meckbach 50° 55′ 10,9″ N, 9° 49′ 37,9″ O         | Erdfall (Hochmoor Balz Bitsch) | Erdfall    | 3632554 |
| BW              | Buche                  | Meckbach 50° 55′ 2,6″ N, 9° 50′ 0,7″ O           | Sechs Buchen                   | Rotbuche   | 3632555 |